# Ryszard Komornicki
Ryszard Komornicki (* 14. August 1959 in Ścinawa) ist ein ehemaliger polnischer Fußballspieler und heutiger Fußballtrainer.

## Karriere als Spieler

### Vereinskarriere
Ryszard Komornicki begann seine Karriere als Mittelfeldspieler in Polen und spielte dort ab 1980 zunächst für den GKS Tychy. 1982 wechselte er zu Górnik Zabrze und gewann mit dem Verein von 1985 bis 1988 viermal in Folge die polnische Meisterschaft. In seinen Mannschaften fungierte er zumeist als Spielmacher.
1989 wechselte er in die Schweiz zum FC Aarau, wo er fünf Saisons erfolgreich spielte. Mit dem FC Aarau gewann er in der Saison 1992/93 die Schweizer Meisterschaft.

### Nationalmannschaft
Ryszard Komornicki bestritt 20 A-Länderspiele für die polnische Fußballnationalmannschaft und nahm an der Weltmeisterschaft 1986 teil.

## Karriere als Trainer
Seine Trainerkarriere begann Komornicki im Sommer 1998 beim FC Wohlen in der damals viertklassigen 2. Liga, mit dem er am Saisonende die Liga-Meisterschaft sowie den Aargauer Cup gewinnen konnte und in die 1. Liga aufstieg. Im Sommer 1999 verpflichtete ihn daraufhin der FC Solothurn aus der zweitklassigen Nationalliga B, den er bis April 2000 trainierte. Im Jahr 2001 erwarb Komornicki die UEFA-Pro-Lizenz und war ab dem 1. Juli kurzzeitig Trainer des Erstligisten FC Luzern. Nach nur einem Monat, während dessen er mit seiner Mannschaft lediglich einen Punkt aus fünf Meisterschaftsspielen gewann, wurde er am 28. Juli vorzeitig entlassen. Anschließend trainierte er von 2002 bis 2005 die zweite Mannschaft des FC Zürich.
Vom Januar 2006 bis zum April 2006 trainierte er den polnischen Erstligisten Górnik Zabrze, für den er bereits als Spieler aktiv war. Anschließend kehrte er in die Schweiz zurück und übernahm zur Saison 2006/07 den FC Baden in der drittklassigen 1. Liga. In der Winterpause 2007 verpflichtete ihn der Erstligist FC Aarau, für den er ebenfalls bereits als Spieler aktiv war, als offiziellen Cheftrainer neben dem mangels Lizenz nur als Teammanager fungierenden Ruedi Zahner. Mit kurzzeitiger Unterbrechung von Mai bis Juni 2007, in der er durch Gilbert Gress ersetzt wurde, trainierte er den Verein für insgesamt knapp zweieinhalb Spielzeiten und ab dem Sommer 2007 hauptverantwortlich. Mit der Mannschaft schloss er zweimal als Tabellenfünfter ab, ehe sein Vertrag Anfang Juni 2009 aufgelöst wurde. Im Anschluss kehrte Komornicki zu Górnik Zabrze zurück und wurde dort zum zweiten Mal Trainer.
Kurz vor Weihnachten 2009 verpflichtete ihn der FC Wil in der Challenge League, wo er bis September 2010 tätig war. Nach einem Engagement beim ägyptischen Club El Gouna FC kehrte er Anfang 2012 in die Schweiz zurück, wo er erneut den FC Wohlen übernahm und vor dem Abstieg aus der Challenge League rettete. Im August 2012 wurde er zum zweiten Mal Cheftrainer des FC Luzern. Am 2. April 2013 trennte sich der FC Luzern wieder von ihm. Es folgte eine weitere kurze Stationen beim FC Chiasso in der Challenge League. Im Dezember 2014 wurde er neuer Trainer des FC United Zürich in der mittlerweile fünftklassigen 2. Liga und stieg mit der Mannschaft am Saisonende in die 1. Liga auf.
Nach einer Tätigkeit als Koordinator im Nachwuchsbereich des polnischen Erstligisten Ruch Chorzów trainierte er 2018 vier Monate lang den Schweizer Fünftligisten FC Olten und ab März 2019 bis zum Saisonende den polnischen Drittligisten Siarka Tarnobrzeg. Im Sommer 2019 wurde er Sportdirektor seines ehemaligen Vereins als Spieler, dem Zweitligisten GKS Tychy, und betreute die Mannschaft ab März 2020 bis zum Saisonende auch als Interimstrainer.
Im Oktober 2020 wurde Komornicki Co-Trainer beim deutschen Drittligisten 1. FC Kaiserslautern unter dem ebenfalls neu verpflichteten Cheftrainer Jeff Saibene. Mit Saibene hatte er in umgekehrter Konstellation bereits beim FC Aarau zusammengearbeitet. Am 30. Januar 2021 trennte sich der Verein in Abstiegsgefahr von Saibene und Komornicki.
Zur Saison 2021/22 wurde Komornicki zum dritten Mal Trainer des FC Wohlen, der mittlerweile in der viertklassigen 1. Liga antrat. Im Sommer 2023 verpflichtete der deutsche Oberligist FC 08 Villingen Komornicki als Cheftrainer, den er nach nur sechs Wochen um vorzeitige Vertragsauflösung bat.

## Erfolge
- 4× polnischer Meister (1985, 1986, 1987, 1988)
- 1× polnischer Supercupsieger (1989)
- 1× Schweizer Meister (1993)
- 1× WM-Teilnahme (1986)